# Faro de Puerto de la Cruz
Der Faro de Puerto de la Cruz ist ein Leuchtturm im Norden der Kanareninsel Teneriffa. Er steht in der Stadt Puerto de la Cruz, dem wichtigsten touristischen Zentrum im Norden der Insel. Der Leuchtturm ist unter der internationalen Nummer D-2833 und der nationalen Nummer 12934 registriert und hat eine Reichweite von 16 Seemeilen.

## Geschichte und Architektur
Gemäß dem in der zweiten Hälfte der 1980er Jahre ausgearbeiteten Plan zum Ausbau der Befeuerung der kanarischen Küste wurden die 18 bestehenden Leuchttürme in den 1990er Jahren um neun weitere ergänzt. An der Nordküste Teneriffas entstanden im Auftrag der Hafenbehörde von Santa Cruz drei neue Türme an der Punta del Hidalgo, in Puerto de la Cruz und bei Buenavista del Norte. Der Faro de Puerto de la Cruz wurde 1995 in Betrieb genommen.
Das moderne Gebäude steht etwa 400 Meter westlich der Hafeneinfahrt auf einem ausgedehnten Parkplatz direkt an der Küste. Auf einem einstöckigen Wirtschaftsgebäude erhebt sich ein sechsstöckiger Turm mit quadratischem Querschnitt, der als dunkelbraune Stahlkonstruktion ausgeführt ist. Nur die Seiten des ersten und sechsten Stockwerks sind verblendet. An einem roten Kern windet sich eine offene weiße Treppe in die Höhe. Die Optik befindet sich auf der von einem Geländer umgebenen Dachterrasse des an einen modernen Glockenturm erinnernden Gebäudes.
Der Leuchtturm wird automatisch betrieben und ist für die Öffentlichkeit nicht zugänglich.